# Leonardo Colella
Leonardo Colella noto anche come Nardo (San Paolo, 13 settembre 1930 – San Paolo, 25 novembre 2010) è stato un calciatore brasiliano, di ruolo attaccante.

## Palmarès
- Torneo Rio-San Paolo: 3

Corinthians: 1950, 1953, 1954